# 4chan
4chan je americký imageboard, spuštěný 1. října 2003, jenž byl původně zaměřený na diskusi kolem mangy a anime. Stránka je přiřazována k „internetovým subkulturám“.[zdroj?]

## Charakteristika
Uživatelé na 4chan jsou popularizují či vymýšlejí internetové memy typu Lolcats, Rickrolling, Bailey Jay, Chocolate Rain, Pedobear, Mudkipz, IMMA CHARGIN MAH LAZOR či Chuck Norris. Také Zyzz, známý bodybuilder, zde na sebe poprvé upoutal pozornost, díky čemuž se později proslavil po celém světě.[zdroj?]
Největší popularitu sklízí nechvalně proslulý board /b/, který je známý i jako „random board“ (libovolné téma), jež je zatíženo minimálními pravidly na publikovaný obsah. Gawker.com jednou prohlásil: „ze čtení /b/ se vám roztaví mozek“.[zdroj?]
Uživatelé obvykle své příspěvky a obrázky publikují anonymně pod hlavičkou Anonymous, což vedlo ke vzniku skupiny Anonymous, která přesáhla hranice tohoto boardu a proslula mj. hackerskými a DDoS útoky na podporu Wikileaks a proti firmě Paypal.[zdroj?]

## Historie
V roce 2003 jeden newyorský patnáctiletý student (pod pseudonymem „moot“), jenž navštěvoval fórum SomethingAwful, dostal nápad vytvořit internetovou stránku, kde by se dalo diskutovat o japonských komiksech a anime televizních seriálech, jakožto americký protipól japonského imageboardu Futuba Channel („2chan“).[zdroj?] Moot zakoupil doménu a hosting pro 4chan kreditní kartou své matky s jejím souhlasem.[zdroj?]

## /b/
I když tento board nemá žádná pravidla, může zde uživatel získat ban (zakázání přístupu na stránku) za publikaci ilegálního materiálu jako například dětská pornografie, „invaze“ jiných webstránek a rovněž nesmí uživateli být méně než 18 let (z důvodu výskytu explicitního materiálu).[zdroj?]
Nick Douglas z Gawker.com shrnuje: „lidi se [tu] snaží šokovat, zabavit a vyloudit porno zadarmo od druhých“.[zdroj?]
Douglas ještě citoval definici /b/ od satirické webové stránky Encyclopedia Dramatica: „anál [vulgárně] internetu“.[zdroj?]

## Mobilní verze
Pro operační systém Android je speciální aplikace jménem Overchan pro komfortní prohlížení imageboardů.